# Рупрехт Пфальцький
Рупрехт (або Руперт), пфальцграф Рейнський, герцог Баварський, 1-й Герцог Камберленд, 1-й граф Голдернесс (нім. Ruprecht Pfalzgraf bei Rhein, Herzog von Bayern), в англійський традиції — Принц Руперт Рейнський, кавалер Ордену Підв'язки, член Таємної ради короля, засновник Королівського товариства (17 грудня 1619 — 29 листопада 1682), був відомим німецьким за походженням військовим, адміралом, науковцем, спортсменом, губернатором колонії та художником-аматором в XVII сторіччі.
Принц Руперт мав різноманітну кар'єру. З підліткового віку він був воєнним та воював проти габсбурзької Іспанії в Нідерландах протягом Вісімдесятирічної війни (1568—1648), та проти імператора Священної Римської імперії в Німеччині потягом Тридцятилітньої війни (1618-48). У віці 23 років його призначили командиром роялістської кінноти під час громадянської війни в Англії (1642-46), що дозволило йому стати типовим кавалером війни та одним з головних командувачів роялістів.  Він воював на боці Людовика XIV проти Іспанії, а пізніше як роялістський приватир на Карибах. Після Реставрації, Руперт повернувся до Англії та став одним з вищих командувачів флотом протягом другої та третьої англо-голландських воєн, займався наукою, мистецтвом та був першим губернатором Компанії Гудзонової затоки.

## Життєпис
Руперт був молодшим сином німецького курфюрста Фрідріха V Пфальцького та його дружини Єлизавети, старшої дочки англійського короля Якова I. Відповідно Руперт був небожем короля Карла I та кузеном короля Карла II. Його сестра Софія Ганноверська мала стати королевою Англії, однак після її смерті королем став її син — Георг I, що стало початком Ганноверської династії.
Народився у Празі, де його батька на той час було обрано королем Богемії. 1620 року після поразки богемського війська у битві на Білій Горі проти армії імператора Фердинанда II батьки Рупрехта спішно тікати з Праги, що забули його. В останню мить барон Христофор Донна кинув Рупрехта в останнб карету з багажем, де він ледве не загинув. Потім з матір'ю опиняється у Берліні. Потім з родиною перебирається до Ресубліки Сполучених провінцій. 1622—1625 роки він провів у Гаазі разом з братом Фрідріхом-Карлом. Потім з іншими братями і сестрами перебирається до Берліну.
1631 року перебирається до Лейдена, де поступає до місцевого університета під ім'ям містера Пларера, де навчався до 1633 року. Але для навчання йому довелося брати кредит, оскільки його родина перебувала  у значні фінансовій скруті, заринувшись у значні борги. 1632 року виник план шлюбу рупрехта з донькою принца Рогана.
1635 року Рупрехт в якості волонтера (добровольця) брав участь у військовій кампанії штатгальтера Фредеріка Гендріка Оранського у Брабанті. Відзначився у сутичці під час переправи через річку Флоріваль. 1636 року брав участь в облозі Левіна і Тініна, де його було поранено. Після цього рушив до Лондона, де був представлений королю Карлу I, своєму стрийкові. Останньому представив план створення колонії на о.Мадагаскар, де монархом міг би стати Рупрехт. 1637 року повертається до Голландії. Того ж року відзначився під час захопленні іспанської фортеці Бреда.
У жовтні 1638 року разом з найманцями графа Вільяма Кравена з Мюнстера рушив на звільнення Пфальца. Але облога Лемго виявилася невдалою, невдовзі під тиском імперського генерала Мельхіора фон Гацфельда кіннота Рупрехта відступила до Флото, де ззанав поразки, опинився у скріті й невдовзі принц здався. Його вдправили до Лінцу. 1641 року його було звільнено. Рупрехт спочатку рушив до Праги, а потім — Лейпцигу.
1642 року прибув до Англії, де збирався брати участь у кампанії з придушення ірландського повстання, але зрештою повернувся до Гааги. З початком протистояння короля і парламента долучився до англійських королівських військ біля Ньюкасла. Невдовзі призначається генералом кінноти, до вересня 1642 року зібрав загін у 3 тис. вершників, з яким завдав 23 вересня поразки парламентському загону біля мосту Повік, що стало першою сутичкою громадянської війни. 23 жовтня брав участь у битві під Едж-Гіллом. Після цього пропозиція Рупрехта швидко рухатися на Лондона була відкинута королем, чим скористалася парламентська армія. Напочатку 1643 року він захопив Сайренсестер, а у липні — Бристоль. До середини 1643 року Руперт став настільки відомим, що став проблемою в будь-якій потенційній мирній угоді — парламент прагнув побачити його покарання в рамках будь-якого переговорного рішення, а сама присутність Руперта при дворі, близько до короля під час переговорів, сприймалася як войовнича заява. Втім Карла I надав йому титули герцога Камберленда і графа Холдернесса.
1644 року очолив королівську кавалерію, але сам Рупрехт вважав це призначення запізнілим. Втім він очолив звільнення Ньюарка, а також Йорка та його замку. Пройшовши на північ, захопив Болтон і Ліверпуль. У битві під Марстон-Муром його суперечки з Вільямом Кавендішем, маркізом Ньюкаслом, призвели до поразки королівської армії. У травні 1645 року захопив Лейстер, але у червні зазнав поразки у битві при Несбі. У вересні 1645 року він здався після падіння Бристоля, після чого звільнено з королівської служби. Деякий час Рупрехт розглядав можливість найнятися на службу до Венеційської республіки. Але у 1646 року знову доєднався до королівської залоги в Оксфорді. після капітуляції останнього 25 червня 1646 рокубув вигнаний з Англії.

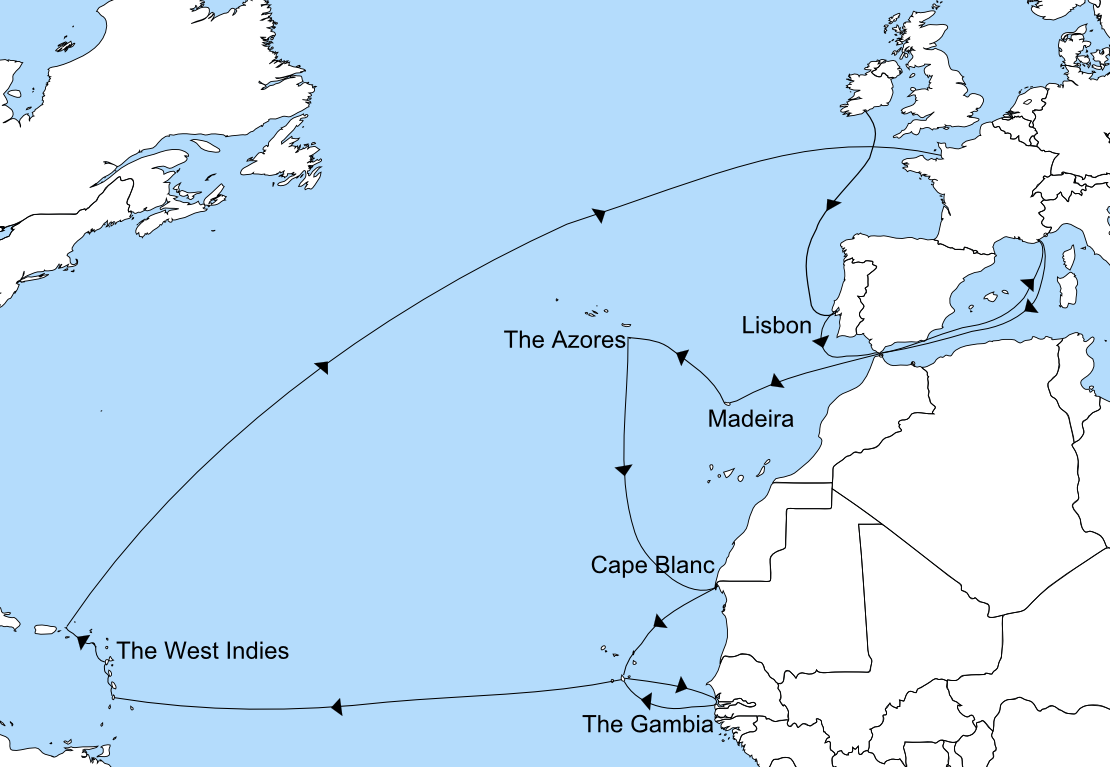
Морські походи Рупрехта Пфальцького у 1649—1653 роках

Невдовзі перебирається до Голландії. Потім приєднався до французької армії на посаді табірного маршала (на кшталт генерал-майора), у складі якої брав участь у війні з Іспанією. 1647 року захопив фортецю Ля-Басе. Наприкінці 1648 року Карл Стюарт, принц Вельський, призначає його віцеадміралом королівського флота. Планувалося, що він допоможе із захоплення острова Вайт та звільненням короля Карла I, але зрештою це не вдалося. 1649 року Рупрехт на чолі флота рушив на захоплення Дубліна, але в цей час більшість флота перейшло на бік англійського парламенту. Він ледве з чатсиною військових суден зміг відступити до Ліссабону. У березні 1650 року сюди прибув республіканський флот на чолі із Робертом Блейком. Португальський король Жуан IV вирішив видати рупрехта Блейку, але той зумів втекти до Гибралтару, а звідси прибув до Тулону, де став відновлювати рештки свого флоту.
1651 року вирішив рухатися до Вест-Індії. У липні біля Азорських островів стикнувся з бунтом свого брата Морица. Зрештою у Рупрехта залишилося 3 судна, з якими прибув до мису Блан. Він також дослідив 150 миль вгору по річці Гамбія, захопивши два іспанські судна та заразившись малярією. з якими у січні 1652 року він захопив Барбадос, але у вересні під час шторму загинув Мориц. Зрештою 1653 року повернувся до Європи, зупинившись у Нанті.
1655 року залишив двір Карла Вельського. Намагався отримати 15 тис. талерів у імператора Фердинанда III, які йому належали за Вестфальським миром. Деякий час планував перейти на службу моденського герцога Франческо I д'Есте, союзника Франції у її війни з Іспанією. 1656 року прибув до Пфальца, де погиркався з братом Карлом I Людвигом через змагання за прихильність баросени Марії-Луїзи фон Дегенфельд, після чого поклявся ніколи не повертатися до Пфальцу. Деякий час перебував у Баварії, де намагався отримати війська, щоби повалити брата Карла I Людвига. 1658 року поступив до війська імператора Леопольда I, який був особистим другом Рупрехта ще з 1641 року. Потім брав участь у війні Речі Посполитої проти Швеції.
1661 року після реставрації Сюартів перебирається до Англії, де отримав пенсію у 4 тис. фунтів стерлінгів на рік. Як герцог Камберленд увійшов до Палати лордів. У 1662 році стає членом Таємної ради, де він обіймав посади в Комітеті закордонних справ, Адміралтейському комітеті та Танжерському комітеті. Разом з тим заручився на Френсіс Бард, донькою Генріха Барда, віконта Беломона, але ніколи з нею не одружився, хоча визнав їх спільного сина Дадлі. 1663 року був ініціатором експедиції Робертом Голмса до Гамбії з метою пошуку золота та створення англійської колонії. Також стає акціонером Компанії королівських шукачів пригод, що торгувала золотом, сріблом і рабами в Африці.
Під час війни з Голландією 18 серпня 1665 року сприяв перемозі англійського флоту при Лоустофі. 1666 року разом з Джорджом Монком призначається командувачем усього флоту. У червні у Чотириденній битві англійські флот зазнав тяжкої поразки від голландців на чолі із Міхіелем Рюйтером, але вже у серпні Рупрехт і Монк у битві при Північному Фореленді (відома також як битва на день Святого Якова) англійський флот здобув перемогу, але не зміг знищити голландський флот, до чого прагнув Рупрехт. Тому вже у вересні голландці відновили військову потугу.
1667 року на власні кошти відправив експедицію до Гудзонової затоки, звідки корабель повернувся з вантажем хутра вартістю 1400 фунтів стерлінгів (на 2022 рік це дорівнювалося 284 123 фунтам стерлінгів).
У 1668 році король призначив Руперта констеблем Віндзорського замку. Той негайно почав перебудовувати оборонні споруди замку, впорядковуючи приміщення гарнізону, ремонтуючи Вежу Диявола, реконструюючи справжній тенісний корт та покращуючи мисливське господарство замку. 1673 року відкинув пропозицію брата Карла Людвига повернутися до Пфальца і одружитися.
1670 року король затвердив статут «Губернатора та Компанії шукачів пригод Англії, які торгують у Гудзоновій затоці», який мав сформувати Компанію Гудзонової затоки, якій було надано торговельну монополію на всю водозбірну територію Гудзонової затоки, Рупркхта було призначено першим губернатором. Як губернатор колонії здійснив внесок у політичну географію сучасної Канади — Земля Руперта була названа на його честь.
Під час нової війни з Голландією займався забезпеченням та організацією флоту, працюючи в Адміралтействі. Але у грудні 1672 року призначається командувачем усіх військ і флоту. 7 червня у битві біля Шуневельда Рупрехт ззанав невдачі, що змусило відмовитися від запланованого десанту в Зеландії. Втім принц знову спробував втілити задув, але у битві біля Текселя 21 серпня зазнав цілковитої поразки від голландського адмірала Міхіеля Рюйтера. Ця невдача Рупрехта змусила подати у відставку.
У 1673—1679 роках очолив Адміралтейську комісію, в завдання якої ставилося реформування флоту. 1677 року відхилив пропозицію парламенту призначити його лорд-адміралом, оскільки це мав зробити лише король. Невдовзі отримав посаду генерала на морі і суходолі.

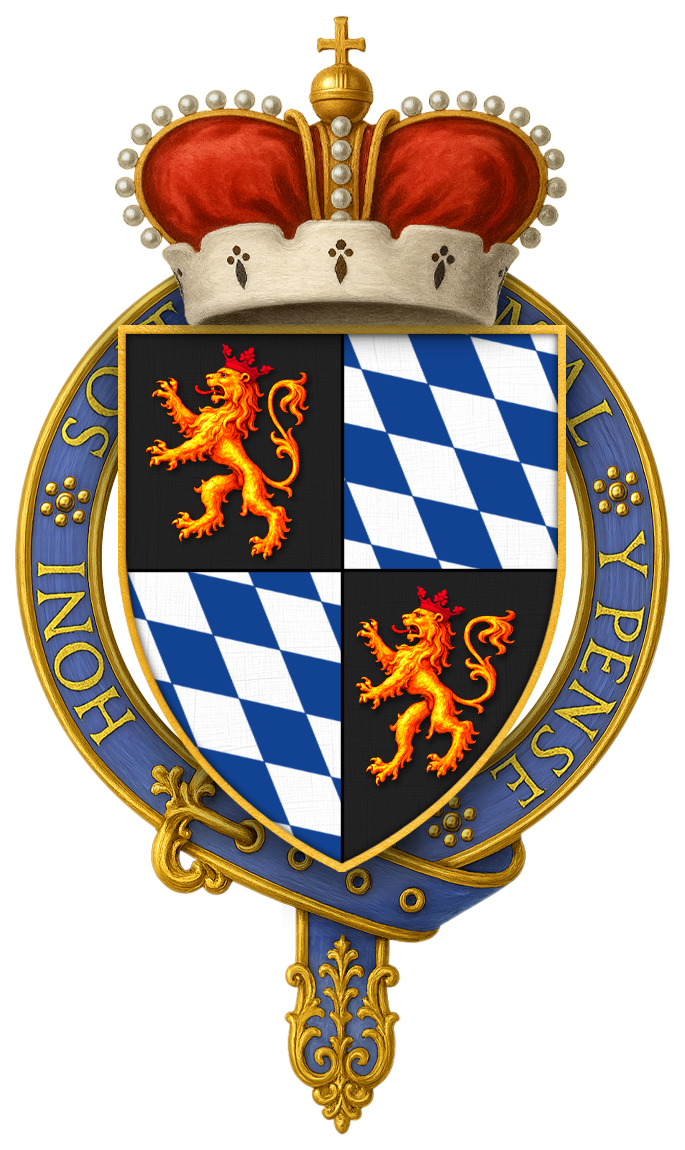
Герб Рупрехта Пфальцького як лицаря Ордену Підв'язки

## Наука та Королівське товариство
Паралельно з військовою кар'єрою, Руперт займався також наукою і мистецтвом. Наприклад, наприкінці 1660-х він вдосконалив метод мецо-тинто, хоча винахідником є Людвіг фон Зіген, а популяризував та заробляв з цього методу художник Валлерант Вайлант, який був асистентом та наставником з малювання у Руперта. Він створив кілька стильних гравюр у цій техніці, здебільшого інтерпретації існуючих картин. Найвідоміший і найбільший твір мистецтва Руперта, «Великий кат», створений у 1658 році. Інші важливі роботи включають «Голову Тіціана» та «Прапороносця».

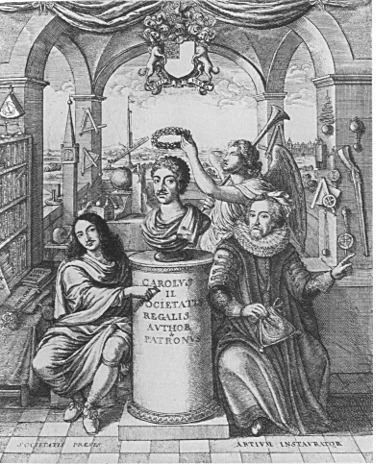
Руперт був одним з засновників Лондонського королівського товариства, яке, як показано на цій гравюрі 1667 на честь його створення, відражало його широкий інтерес до науки та технології.

Після того. як Руперт відійшов від активної служби на флоті бл. 1674 року, він отримав змогу проводити більше часу за науковими дослідженнями. Йому приписували багато наукових винаходів та відкриттів, хоча деякі з них пізніше були визнані просто першими демонстраціями в Англії європейських винаходів. Він переробив деякі апартаменти у Віндзорському замку у розкішну лабораторію з кузнями, лабораторними інструментами та матеріалами, де він проводив багато експериментів.
Він став третім засновником наукового Королівського товариства (сучасники називали його «філософським воїном») та був куратором цього товариства протягом його перших років. На початку історії Королівського товариства він продемонстрував королю Карлу II та товариству краплі принца Руперта, скляні краплі у формі сльози, які витримують удар молотка, коли бити по широкій частині, однак фактично вибухають осколками, якщо відламати хвостик. Хоча на той час йому приписали авторство, пізніші пояснення стверджують, що він просто перший в Англії продемонстрував наявний європейський винахід. Він також продемонстрував у товаристві новий механізм для підняття води та привернув увагу своїм процесом «розфарбовування мармуру так, що після полірування кольори фіксуються».
В цей час, Руперт також сформулював математичну задачу стосовно парадоксу, що куб може пройти через дещо менший куб; він запитав, який максимальний куб пройде. Ця задача, Куб Рупрехта Пфальцького, була вперше вирішена голландським математиком Пітером Ньюландом. Руперт також був відомий своїми успіхами у розшифровці кодів.
Багато з його винаходів були військовими. Після того, які він розробив флотську гармату Рупертіно, він побудував водяний млин на т. зв. болотах Хокні (зараз частина Лондону) для реалізації революційного методу свердління вогнепальної зброї, однак його секрет помер із ним та підприємство припинило існування. Він також займався іншими військовими задачами, наприклад розпочав виробництво замків (блокувань) для вогнепальної зброї; розробив зброю, яка могла вистрілювати багато куль на високій швидкості, та «пістолет з барабаном, що обертався». Йому приписують винахід особливого пороху, який при демонстрації в Королівському товаристві в 1663 році був в 10 разів сильніший звичайного; найкращий метод використання пороху в гірничій справі; та торпеди. Він також розробив формат розривного снаряду «виноградне гроно» для використання артилерією. Він також фокусувався на морських винаходах: розробив балансуючий механізм для покращення показників квадранта в морі та розробив водолазний двигун для підняття об'єктів з дна моря. Одужуючи від трепанації, Руперт вигадав новий хірургічний інструмент для поліпшення таких операцій у майбутньому.
Інша частина його наукових інтересів лежала в царині металургії. Руперт винайшов новий латунний сплав, який мав темніший колір ніж звичайний та містив три частини міді та одну — цинку, змішаного з вугіллям. В Англії цей сплав відомий як «метал принца» на його честь або «бристольська латунь». Руперт винайшов цей справ для покращення флотської зброї, однак через його колір сплав також почали використовувати як замінник золота при декоруванні. Йому також приписують розробку виняткового методу гартування риболовних гачків, та методу перетворення об'єктів у їх проєкцію на перспективі. В 1663 році він також винайшов покращений метод виробництва дробу різних розмірів, хоча пізніше цей метод був приписаний собі одним з його друзів на той час по Королівському товариству Робертом Гуком.

## У художній літературі
- Принц Руперт є героєм книги Пола Андерсона «Буря літньої ночі» (1974) в жанрі альтернативної історії/фентезі, в якій принц за допомогою різних героїв творів Шекспіра, які в книзі є реальними людьми, перемагає Кромвеля та виграє громадянську війну в Англії.
- Принц Руперт — головний герой в пісні групи King Crimson Lizard («Ящірка») з їх однойменного альбому 1970 року. Сюїта на 23 хвилини включає декілька розділів, один з яких зветься Prince Rupert Awakes а другий — The Battle of Glass Tears (художнє відсилання на битву при Несбі), яке включає підрозділ Prince Rupert's Lament.
- Принц Руперт фігурує в любовному романі Шеріл Сойєр Зимовий принц (англ. The Winter Prince).
- Принц Руперт з'являється в The Oak Apple та The Black Pearl, томах 4 та 5 серії історичних новел «Династія Морланд» авторства Синтії Гаррод-Іглз. Протягом громадянської війни йому допомагає ця твердо роялістська вигадана сім'я Морланд. Він також є батьком позашлюбної дочки Анунчіати Морланд, з якою має складні стосунки.
- Принц Руперт та його сестра Єлизавета є другорядними героями книг Grantville Gazette IV та Grantville Gazette VI з серіалу 1632 (альтернативна історія) Еріка Флінта.
- Принц Руперт є героєм роману Маргарет Ірвін 'The Stranger Prince'[14] та з'являється в її більш пізньому романі 'The Bride', події обох творів розвиваються в часи громадянської війни в Англії.
- Принц Руперт є героєм біографічного роману Самюеля Едвардса The White Plume (1961), напівісторичного опису його життя від молодого чоловіка до одруження з Пег (Маргарет Х'юз) — актрисою, яка в реальному житті була його багаторічною коханкою, але на якій він так і не одружився.

## Фільми та телебачення
- Тімоті Далтон зіграв Руперта в фільмі 1970 року Кромвель.
- Гарі Ллойд зіграв Руперта в ТБ-мінісеріалі Шльондра Диявола.

## Додаткова література
- Ashley, Maurice. (1976) Rupert of the Rhine. London: Hart Davis, MacGibbon.
- De Viet, Rens. (2010) Vlootinstructies en de eerste twee oorlogen met Engeland in de zeventiende eeuw. MA Thesis. Rotterdam: Erasmus University. [[{{{2}}} {{{1}}}|{{{1}}} {{{2}}}]]
- Fergusson, Bernard. (1952) Rupert of the Rhine. London: Collins.
- Kitson, Frank. (1994) Prince Rupert: Portrait of a Soldier. London: Constable. ISBN 0-09-473700-2.
- Morrah, Patrick. (1976) Prince Rupert of the Rhine. London: Constable.
- Petrie, Charles. (1974) King Charles, Prince Rupert, and the Civil War: From Original Letters. London: Routledge and Kegan Paul.
- Thomson, George Malcolm. (1976) Warrior Prince: Prince Rupert of the Rhine. London: Secker and Warburg.
- Wilkinson, Clennell. (1935) Prince Rupert, the Cavalier. Philadelphia: J.B. Lippincott.